# Anemia tenera
Anemia tenera là một loài dương xỉ trong họ Anemiaceae. Loài này được Pohl mô tả khoa học đầu tiên.